# Canadá en los Juegos Olímpicos de Cortina d'Ampezzo 1956
Canadá estuvo representado en los Juegos Olímpicos de Cortina d'Ampezzo 1956 por un total de 35 deportistas que compitieron en 7 deportes.  
El portador de la bandera en la ceremonia de apertura fue el patinador artístico Norris Bowden.

## Medallistas
El equipo olímpico canadiense obtuvo las siguientes medallas:
| Nombre                      | Deporte            | Competición |
| --------------------------- | ------------------ | ----------- |
| Oro                         |                    |             |
| —                           |                    |             |
| Plata                       |                    |             |
| Frances Dafoe Norris Bowden | Patinaje artístico | Parejas     |
| Bronce                      |                    |             |
| Lucile Wheeler              | Esquí alpino       | Descenso F  |
| Equipo                      | Hockey sobre hielo | Torneo M    |